# Systropus fujianensis
Systropus fujianensis är en tvåvingeart som beskrevs av Yang 2003. Systropus fujianensis ingår i släktet Systropus och familjen svävflugor. Inga underarter finns listade i Catalogue of Life.